# Kálócfa
Kálócfa is een plaats (község) en gemeente in het Hongaarse comitaat Zala. Kálócfa telt 187 inwoners (2001).